# PunisherMAX
PunisherMAX, più conosciuto in passato con il titolo Punisher MAX è una miniserie a fumetti dedicata al personaggio Punisher (conosciuto anche come Il Punitore) e pubblicata dalla casa editrice statunitense Marvel Comics dalla fine del 2009. La data di copertina del primo albo è gennaio 2010. Si tratta di una serie regolare pubblicata sotto l'etichetta Max Comics e supervisionata dal redattore Axel Alonso. Per i temi trattati, la violenza esplicita e il linguaggio espresso nei dialoghi, viene distribuita con l'avvertenza in copertina di "Contenuti espliciti" (Explicit Content) che indica la presenza di storie realizzate per un pubblico adulto. Inoltre anche il simbolo della Marvel Comics non compare sulla copertina per non creare analogie con la gran parte delle pubblicazioni degli altri eroi e supereroi Marvel che sono invece fruibili da un pubblico più ampio.

## Storia editoriale
Si tratta della seconda serie regolare del Punitore pubblicata dall'etichetta Max Comics. Precedentemente sotto questo imprint della Marvel Comics era già stata realizzata un'altra serie sul personaggio a partire da marzo 2004 con il titolo The Punisher poi modificatosi a partire dal n.66 in Punisher: Frank Castle. Tale serie ha chiuso con il n.75 (dicembre 2009).

### Max Comics (2003-2011)
A partire dal 2003 con la miniserie Born il Punitore rientra all'interno del progetto editoriale dell'etichetta Max Comics. Precedentemente era stato rilanciato nel 2000 dall'altro imprint Marvel Comics dal nome Marvel Knights. Con questo passaggio affidato all'autore Garth Ennis si era già accentuato il tono violento e drammatico che ruotava intorno alle vicende del vigilante. Adesso con le serie Max si accentua ulteriormente la violenza e il realismo delle storie raccontate. Ciò viene anche reso possibile dall'assenza del marchio Marvel sulle copertine e dall'avvertenza che il contenuto dell'albo non è adatto ad un pubblico adolescenziale ma piuttosto indirizzato a dei lettori adulti. Inoltre la distribuzione della serie avviene solo all'interno del mercato specializzato delle fumetterie e librerie cioè del Mercato Diretto (Direct Market) e non tocca le edicole. Ogni singolo albo viene poi stampato con una tiratura di copie che copre solo la quantità prenotata e non c'e politica di stampa eccedente il quantitativo prenotato dai privati o dai canali di vendita diretta. Come accadde nel 2000 è stato lo stesso Garth Ennis a realizzare soggetti e testi delle prime pubblicazioni Max dedicate al personaggio. Dopo la fine del ciclo di storie di G.Ennis e la conclusione di Punisher: Frank Castle Max avviene immediatamente il lancio di questa nuova serie che viene affidata a Jason Aaron e all'artista Steve Dillon.

## Continuity
La continuity delle storie della serie Punishermax rispetta quanto narrato sul personaggio dalla precedente serie dell'Imprint Max Comics. L'autore Jason Aaron dichiara di ammirare il lavoro dello scrittore Garth Ennis e il modo di delineare il Punitore e le sue origini. Ci troviamo quindi di fronte allo stesso vigilante che trova le sue radici come sterminatore di criminali nella feroce guerra del Vietnam e negli strascichi psicologici che il conflitto lascia sulla psiche di Frank Castle.
La continuity in cui si svolgono le storie delle serie targate Max del Punitore non è però la stessa dell'universo Marvel standard. Infatti, quando nella serie appare Kingpin, alcuni avvenimenti sono in contrasto con la storia dell'universo regolare del boss del crimine. Un esempio lampante è la morte del figlio adolescente di quest'ultimo, Richard, che nell'universo regolare invece alla sua prima apparizione è già adulto, e ha poi un certo peso nelle storie dell'uomo ragno, diventando anche un supercriminale (la Rosa).

## Edizione in lingua italiana
L'edizione italiana viene curata dalla casa editrice modenese Panini Comics a partire dal 2011. La serie viene raccolta all'interno della collana Collezione 100% Marvel MAX. La distribuzione è rivolta solo alle fumetterie e la pubblicazione viene presentata con lo slogan: Il Punisher torna in una nuova seria adulta.
- Collezione 100% Marvel MAX - The Punisher n.18: Kingpin, B.,120pp.,col., Panini Comics-Marvel Italia, Modena, 12 maggio 2011.

## Raccolte in lingua originale
La casa editrice Marvel Comics raccoglie gli albi della serie in una collana di volumi cartonati denominati Marvel Collected Editions. Le raccolte uscite o in attesa di distribuzione sono:
- Aaron J., Punishermax: Kingpin Premiere HC, Marvel Comics-Max Comics, 2010. ISBN 9780785145967.